# Germasino

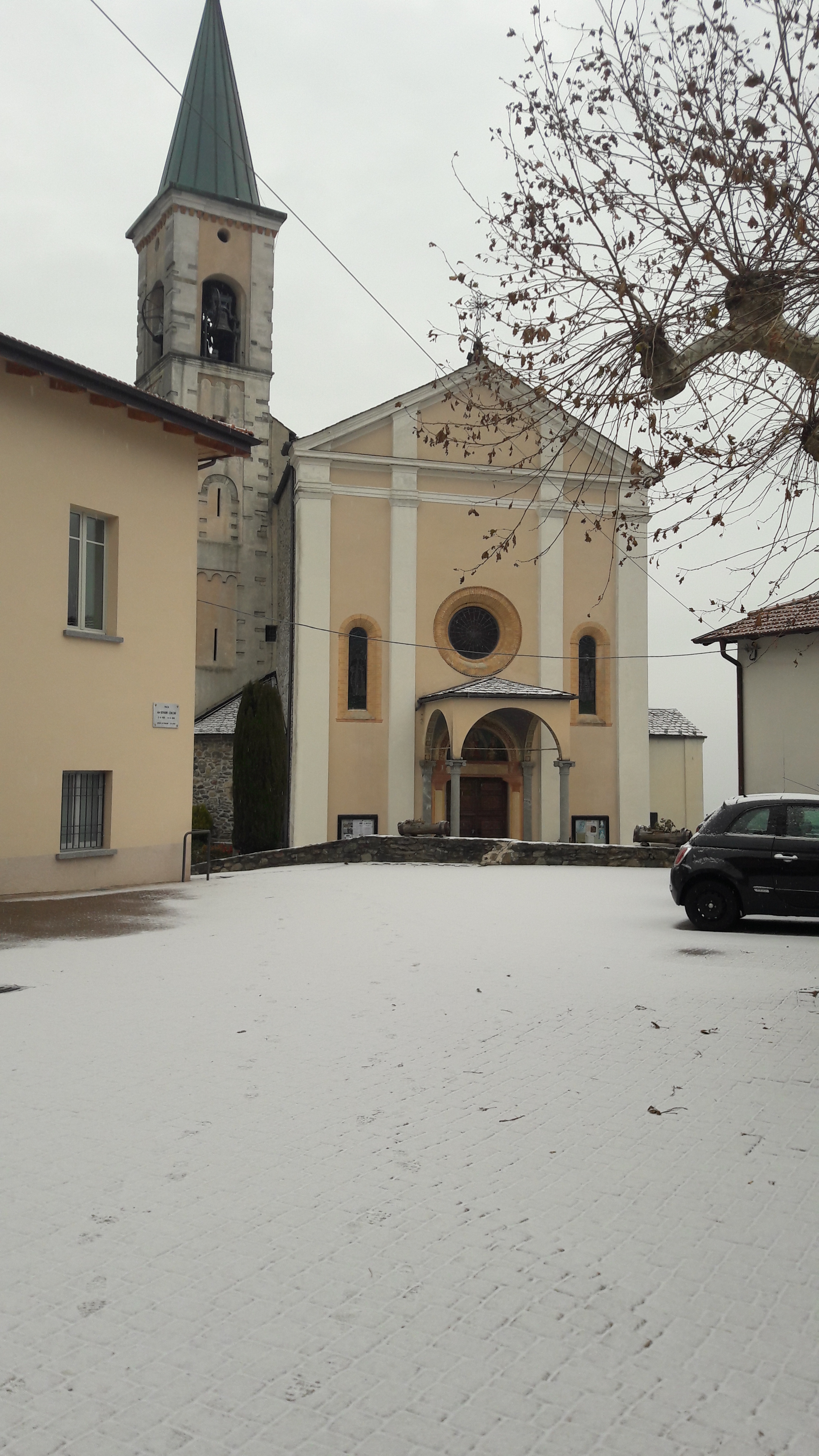
Kirche Santi Donato e Clemente

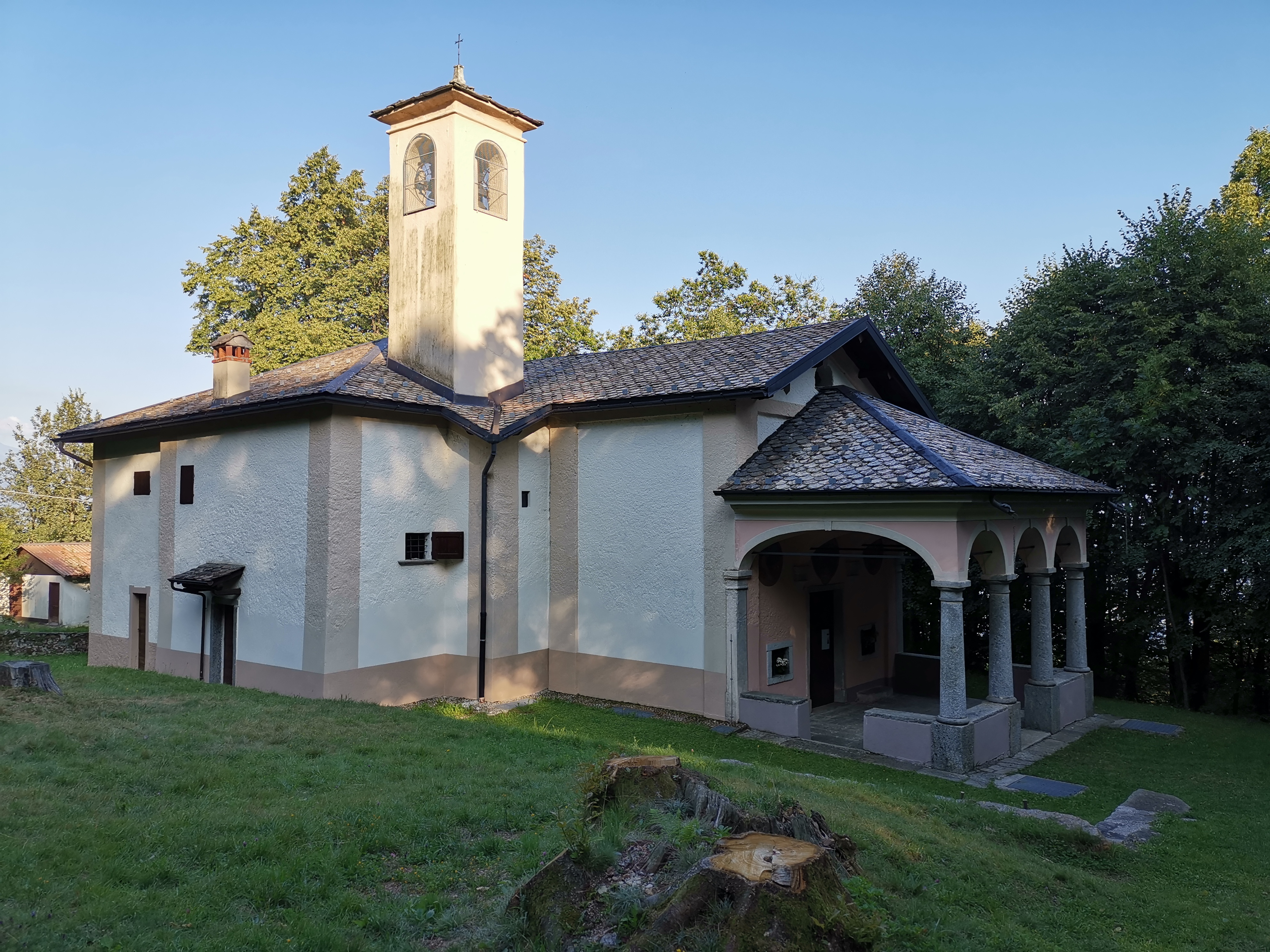
Kirche Sant’Anna

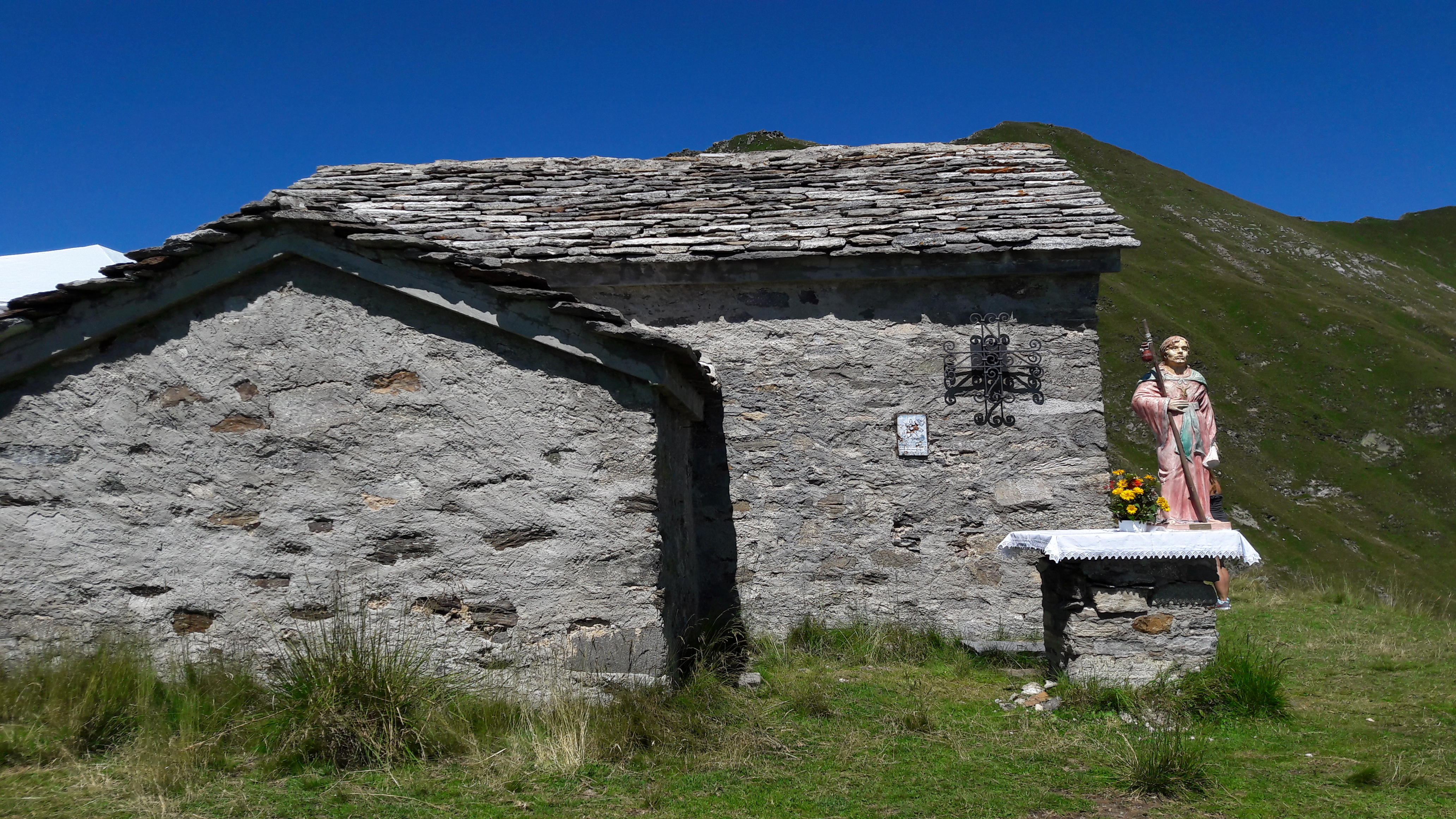
Oratorium Sankt Jorio

Germasino ist ein Dorf mit 245 Einwohnern (Stand 31. Dezember 2010) in der italienischen Provinz Como in der Region Lombardei.

## Geographie
Germasino liegt an der Strada provinciale 5 zwischen Garzeno und Stazzona. Die Nachbarorte und -Gemeinden sind Consiglio di Rumo, Dongo, Garzeno, Roveredo (CH-GR), San Nazzaro Val Cavargna, Sant’Antonio (CH-TI), San Vittore (CH-GR) und Stazzona.

## Geschichte
Die Ortschaft Germasino erscheint in der Determinatio stratarum et pontium, die den Statuten von Como von 1335 beigefügt ist, als die Gemeinde, die für die Instandhaltung eines Abschnitts der Mezzola-Straße verantwortlich ist und insbesondere facere archatas sedecim a facta illorum de Stazona in iosum versus lacum (1335). Die comune loci conscilii de Germasino gehörte zur Pieve von Dongo, die bereits in der Gebietseinteilung von 1240 dem Bezirk Porta Monastero der Stadt Como zugeordnet wurde (1240). Germasino wird auch im Liber consulum civitatis Novocomi erwähnt, in dem die von den Konsuln der Stadt zwischen 1510 und 1533 geleisteten Eide aufgeführt sind (Liber consulum Novocomi, 1510–1535).
Als Teil des Lehens der Tre Pievi, das bereits zum Lehen von Nesso gehörte, das 1497 von Herzog Ludovico il Moro an Lucrezia Crivelli verschenkt worden war, wurde Germasino 1545 zusammen mit den anderen Gemeinden der Tre Pievi an Gian Giacomo Medici, bekannt als il Medeghino, belehnt. Mit einer notariellen Urkunde vom 9. Mai 1580 ging die Gemeinde zusammen mit dem gesamten Lehen der Tre Pievi in die Hände der Familie Gallio über. In derselben Pieve, in der Grafschaft Como, wird sie 1644 wiedergefunden.
Aus den Antworten auf die 45 Fragen der Volkszählung von 1751 geht hervor, dass die Gemeinde Germasino, die 300 Einwohner zählte, an den Grafen Gallio belehnt war, dem sie 6 Lire für die Jagd zahlte. Die Gemeinde hatte keinen Rat, sondern eine Volksversammlung, die jährlich oder alle zwei Jahre zwei Bürgermeister und einen Kanzler wählte, der mit der Verwaltung des öffentlichen Eigentums und der Überwachung der Umlagen betraut war. Der Kanzler, der jährlich für sein Amt bezahlt wurde, war für die Aufbewahrung der öffentlichen Akten zuständig, die in einem Raum der Öffentlichkeit aufbewahrt wurden. Die Gemeinde hatte auch einen oder mehrere Steuereintreiber. Die Gemeinde unterstand der Gerichtsbarkeit des feudalen Podestà, dem sie ein jährliches Gehalt zahlte und dem der Konsul einen Eid abnahm. Die Gemeinde Germasino erscheint im Verzeichnis der Pieven und Gemeinden des Staates Mailand von 1753 noch als Teil der Pieve Dongo.
Am Abend des 27. April 1945 wurde Benito Mussolini nach seiner Verhaftung nach Germasino, der heutigen Gemeinde Gravedona ed Uniti in Como, gebracht. In der Kaserne der Guardia di Finanza wurde ihm ein Abendessen serviert, das von der einzigen Trattoria des Ortes zubereitet wurde, und dann durfte er sich einige Stunden lang ausruhen. In der Kaserne verfasste der Duce seine letzte Schrift, die heute im Museo della Fine della Guerra (Museum des Kriegsendes) in Dongo, in der Provinz Como, aufbewahrt wird.
Im Februar 2011 wurde die damalige Gemeinde Germasino mit Gravedona und Consiglio di Rumo zur neuen Gemeinde Gravedona ed Uniti vereinigt.

## Bevölkerung
| Bevölkerungsentwicklung' | Bevölkerungsentwicklung' | Bevölkerungsentwicklung' | Bevölkerungsentwicklung' | Bevölkerungsentwicklung' | Bevölkerungsentwicklung' | Bevölkerungsentwicklung' | Bevölkerungsentwicklung' | Bevölkerungsentwicklung' | Bevölkerungsentwicklung' | Bevölkerungsentwicklung' | Bevölkerungsentwicklung' |
| ------------------------ | ------------------------ | ------------------------ | ------------------------ | ------------------------ | ------------------------ | ------------------------ | ------------------------ | ------------------------ | ------------------------ | ------------------------ | ------------------------ |
| Jahr                     | 1861                     | 1871                     | 1881                     | 1901                     | 1911                     | 1931                     | 1951                     | 1971                     | 1991                     | 2001                     | 2010                     |
| Einwohner                | 606                      | 529                      | 483                      | 326                      | 348                      | 299                      | 358                      | 292                      | 260                      | 255                      | 245                      |

## Sehenswürdigkeiten
- Pfarrkirche Santi Donato e Clemente wurde im 16. Jahrhundert erbaut, wo sich früher ein Schloss befand. Äußerlich hat die Kirche eine Fassade, die von einem Tympanon überragt wird, dem ein Pronaos vorgelagert ist, dessen Gewölbe eine Reihe von Fresken beherbergt, die einige Kirchenärzte darstellen. Über dem Portal befindet sich eine Lünette mit der Freske Madonna mit Kind und den Heiligen Donato und Clemens von Sigismondo De Magistris. Der Pronaos, dessen Gewölbe ursprünglich mit einem weiteren Fresko von De Magistris verziert war, wurde 1971 bei einem Unfall zerstört. Im Inneren beherbergt die Kirche einen Marmoraltar aus dem 18. Jahrhundert und einige Fresken aus der Erbauungszeit des Gebäudes sowie eine Reihe von Gegenständen, die von den zahlreichen nach Palermo ausgewanderten Germasinesi gestiftet wurden.
- Kirche Sant’Anna
- Oratorium Santi Rocco e Sebastiano aus dem 16. Jahrhundert

## Veranstaltungen
- Am 20. Januar wird Sankt Sebastiano (Bastian im Dialekt) mit einem Rosenkranz geehrt, der von Pasqué, einer Kapelle auf dem höchsten Punkt des Dorfes, bis zur kleinen Kirche Santi Rocco und Sebastiano geht.
- 11. Februar: N.S. di Lourdes, Jahrestag des Zusammenschlusses von Germasino, Gravedona und Consiglio di Rumo zur neuen Gemeinde Gravedona ed Uniti.
- Fastnacht: mit einem Maskenumzug durch die Straßen des Dorfes.
- Karfreitagsprozession mit der Holzstatue, die den toten Christus darstellt.
- An einem Sommersonntag findet in dem Bergdorf Bocchetta (oder Brugo) die Festa degli Alpini statt, bei der die Heilige Messe gefeiert wird, gefolgt von einem Essen mit Risotto, Polenta mit Wurst und Rippchen.
- An einem Samstag im Sommer wird die Sagra dei Rustii organisiert (siehe Typische Gerichte).
- Am dritten Sonntag im Juli ist das Fest der Heiligen Jungfrau Maria vom Berg Karmel (16. Juli) mit einem Triduum und einer Heiligen Messe, gefolgt von einer Vesper und einer Prozession mit der Madonnenstatue, die auf den Schultern der Brüder durch die Straßen des Dorfes getragen wird.
- Am Sonntag nach dem 26. Juli (St. Joachim und St. Anna) wird das Fest der Heiligen Anna in der Kirche des gleichnamigen Bergdorfes gefeiert, wo die Heilige Messe abgehalten wird, gefolgt von einer Vesper und einer Prozession.
- Kirche von Sankt Jorio und Statue des Heiligen. Am ersten Sonntag im August findet das Italienisch-Schweizerische Treffen in der Schutzhütte San Jorio statt, einer ehemaligen Kaserne der Guardia di Finanza, die von der Operation Mato Grosso verwaltet wird und sich auf etwa 2014 Meter unweit von der Schweizer Grenze entfernt befindet. Ein Fest, das von der Pro Loco von Germasino organisiert wird, die, während die Teilnehmer der Heiligen Messe in der kleinen, dem Heiligen Jorio geweihten Kirche folgen, ein Essen mit traditionellen Gerichten zubereitet: Polenta, Risotto, Schmorbraten etc. Eine ausgezeichnete Gelegenheit, einen heißen Sommertag in der Höhe zu verbringen und Schweizer Freunde zu treffen, die immer wieder gerne teilnehmen.
- Am 7. August wird dem heiligen Donato, dem Mitpatron des Landes, gedacht.
- Am 16. August wird in der kleinen Kirche in der gleichnamigen Ortschaft, in der einst das Dorf Germasino lag, das später vor der Pestepidemie ins Tal verlegt wurde, das Fest des Heiligen Rocco gefeiert.
- Das Fest des heiligen Clemens wird am 23. November gefeiert, und am darauffolgenden Sonntag ist das Patronatsfest mit einer feierlichen Messe und einem anschließenden gemeinsamen Mittagessen, an dem die meisten Gemeindemitglieder teilnehmen.